# Идальго (муниципалитет Тамаулипаса)
Идальго (исп. Hidalgo) — муниципалитет в Мексике, штат Тамаулипас с административным центром в одноимённом посёлке. Численность населения, по данным переписи 2010 года, составила 23 793 человека.

## Общие сведения
Название Hidalgo дано в честь национальный герой Мексики Мигеля Идальго.
Площадь муниципалитета равна 2136 км², что составляет 2,66 % от общей площади штата, а наивысшая точка — 1958 метров, расположена в поселении Конрадо-Кастильо.
Идальго граничит с другими муниципалитетами штата Тамаулипас: на севере с Вильяграном, на востоке с Сан-Карлосом и Падильей, на юге с Гуэмесом, а на западе с другим штатом Мексики — Нуэво-Леоном.

## Учреждение и состав
Муниципалитет был образован в 1825 году, в его состав входит 184 населённых пункта, самые крупные из которых:
| Код INEGI | Населённый пункт                                                                       | Численность населения (2005 год) | Численность населения (2010 год) |
| --------- | -------------------------------------------------------------------------------------- | -------------------------------- | -------------------------------- |
| 016       | Всего                                                                                  | 23357                            | 23793                            |
| 0145      | Эстасьон-Санта-Энграсия (исп. Estación Santa Engracia) 24°00′55″ с. ш. 99°12′07″ з. д. | 6225                             | 6606                             |
| 0001      | Идальго (исп. Hidalgo) 24°14′49″ с. ш. 99°26′17″ з. д.                                 | 4356                             | 4558                             |
| 0092      | Ояма (исп. Oyama) 24°07′38″ с. ш. 99°15′45″ з. д.                                      | 857                              | 883                              |
| 0033      | Крус-и-Крус (исп. Cruz y Cruz) 24°05′49″ с. ш. 99°11′14″ з. д.                         | 565                              | 590                              |
| 0124      | Сан-Франсиско (исп. San Francisco) 24°11′28″ с. ш. 99°21′37″ з. д.                     | 407                              | 450                              |
| 0064      | Индепенденсия (исп. Independencia) 24°13′43″ с. ш. 99°31′23″ з. д.                     | 421                              | 410                              |
| 0008      | Ла-Аурора (исп. La Aurora) 24°01′08″ с. ш. 99°18′14″ з. д.                             | 341                              | 387                              |
| 0010      | Барбоса (исп. Barbosa) 24°15′10″ с. ш. 99°28′41″ з. д.                                 | 346                              | 352                              |

## Экономика
По статистическим данным 2000 года, работоспособное население занято по секторам экономики в следующих пропорциях: сельское хозяйство, скотоводство и рыбная ловля — 57,8 %, промышленность и строительство — 15,3 %, сфера обслуживания и туризма — 25,7 %, прочее — 1,2 %.

## Инфраструктура
По статистическим данным 2010 года, инфраструктура развита следующим образом:
- электрификация: 97,2 %;
- водоснабжение: 91,6 %;
- водоотведение: 41,8 %.

## Фотографии
- Центральный сквер Идальго
- Бывшая асьенда Ла-Меса
- Бывшая асьенда Санта-Энгарсия
- Церковь в Эль-Чоррито